# Kennedy Nketani
Kennedy Nketani (* 25. Dezember 1984 in Lusaka) ist ein sambischer Fußballspieler. Der Innenverteidiger steht bei Zanaco FC unter Vertrag und war von 2005 bis 2008 in der sambischen Nationalmannschaft aktiv.

## Vereinskarriere
Nketani wechselte vom Drittligisten Makumbi Stars zu City of Lusaka FC, wo er bereits nach wenigen Monaten in die Stammformation rückte. Anfang 2003 wechselte er 19-jährig zu Zanaco FC und gewann dort in seiner ersten Spielzeit umgehend den Meistertitel. In der folgenden Saison gewann er mit Zanaco den Zambian Coca Cola Cup, während man im Finale des BP Top 8 Cup Ligakonkurrent Red Arrows FC unterlag. 2006 errang er auch diesen Titel nach einem Sieg über die Nchanga Rangers. 2005, 2006 und 2009 folgten zudem drei weitere Meisterschaftsgewinne.

## Nationalmannschaftskarriere
2005 kam Nketani im WM-Qualifikationsspiel gegen Togo zum ersten Mal in der sambischen Nationalelf zum Einsatz. Für die 1:4-Niederlage wurde er gemeinsam mit Torhüter Kalililo Kakonje als Hauptschuldige ausgemacht. Doch anders als bei Kakonje, erlitt seine Karriere im Nationaldress keinen Dämpfer, sondern er etablierte sich als Stammspieler an der Seite von Elijah Tana und setzte sich somit gegen die Konkurrenten Billy Mwanza und Sashi Chalwe durch.
Zwischen 2005 und 2007 stand er in drei aufeinanderfolgenden Finals des COSAFA-Cups. Der Sieg 2006 ist neben dem Erfolg im selben Jahr im CECAFA-Cup der bis dato größte Erfolg für Nketani in der Nationalmannschaft. 2006 wurde er in das Aufgebot für die Afrikameisterschaft berufen und stand in allen drei Gruppenspielen über die volle Spieldauer an der Seite von Tana auf dem Platz. Bei der Afrikameisterschaft 2008 stand er erneut im Aufgebot Sambias, wurde aber nach einem Fehler in der Partie gegen Kamerun noch vor der Halbzeit durch Hijani Himoonde ersetzt und im letzten Gruppenspiel nicht mehr eingesetzt.